# Работно заглавие
Работното заглавие е временното име на продукт или проект в периода на разработка, използващо се в правенето на филми, телевизия, романи, видео игри и музика.

## Предназначение
Работните заглавия се използват главно поради две причини – първата е, когато все още не е измислено официално заглавие, а втората е с цел да се замаскира продукцията на проекта.